# 처니 (프로게이머)
처니(본명: 조승모, 2001년 2월 2일 ~ )는 대한민국의 리그 오브 레전드 프로게이머로 아이디는 Cheoni이다. 포지션은 AD 캐리이다.

## 선수 생활
2021시즌을 앞두고 한화생명 e스포츠의 2군팀으로 콜업되면서 프로 커리어를 시작했다. 2022년 서머 시즌 5주차를 앞두고 1군팀으로 콜업되었다.2022시즌 종료 후 팀에서 퇴단했다.

## 소속팀
| # | 팀명             | 소속 기간             | 소속 리그 | 비고 |
| - | ---------------- | --------------------- | --------- | ---- |
| 1 | 한화생명 e스포츠 | 2020.12.03~2022.11.22 | LCK       |      |

## 수상 내역
- LCK 챌린저스 리그 스프링 2021 준우승